# Gisela Ehrensperger
Gisela Ehrensperger geb. Gisela Heuzeroth (* 10. August 1943 in Wiesbaden) ist eine Schweizer Opern-/Operetten-/Musicalsängerin (Sopran). Sie war 40 Jahre festes Ensemblemitglied des Staatstheaters am Gärtnerplatz und ist dessen Ehrenmitglied.

## Leben
Die Sängerin war Schülerin der Gesangspädagogin Sofia Husi. Sie trat 1965 am Staatstheater in St. Gallen/Schweiz ihr erstes Engagement an und gab dort ihr Debüt in der Rolle der Musetta in La Bohème. Zwei Jahre später wurde die Sopranistin von Kurt Pscherer an das Staatstheater am Gärtnerplatz engagiert. Dort gestaltete sie in einer 40-jährigen Bühnentätigkeit große Partien (an die 150) der unterschiedlichsten Epochen und Gattungen: die Mimi in Puccinis La Bohème, die Pamina in Mozarts Die Zauberflöte, die Micaela in Bizets Carmen, die Antonia in Hoffmanns Erzählungen, die Marschallin von Luxemburg in Die Dubarry, die Agricola in Eine Nacht in Venedig, die Palmyra in Der Opernball, die Praskowia in Die lustige Witwe, die Wilhelmine in Der Vetter aus Dingsda , um nur einige der vielen zu nennen.
Gisela Ehrensperger sang am Theater am Gärtnerplatz die alternde Volksmusiksängerin Margot in der Uraufführung der Neufassung der Kurzoperette Die Ländler-Queen sieht Morgenrot (1. Februar 1997), Musik und Text von Georg Ringsgwandl, ferner in der Uraufführung der Oper
Lebensregeln (27. August 1972) von Gerhard Wimberger sowie über Radio Zürich in der Uraufführung der Oper Der Alchimist (1969) von Max Lang. Von beiden letztgenannten Produktionen wurden Fernseh- bzw. Rundfunkfassungen aufgenommen.
Auch in mehreren Musicals war die Künstlerin zu sehen. So verkörperte sie z. B. bei den Luisenburg-Festspielen in Wunsiedel (2005) die Golde, die Frau des Milchmannes Tevje, in Anatevka oder im Theater am Gärtnerplatz (1981) die Mary Ann in dem Musical Casanova von Helmut Bez und Jürgen Degenhardt.
Die Sopranistin ist nicht nur als Opern-/Operetten-/Musical-, sondern auch als Konzert- und Liedsängerin sehr gefragt, weit über den Münchner Raum hinaus. Gastspielengagements führten die Künstlerin u. a. nach Amsterdam, Mailand, Barcelona und Japan.
Mit der letzten Vorstellung der Operette Gräfin Mariza in der Spielzeit 2006/2007 am 16. Juni 2007 verabschiedete sich die Ikone des Hauses von ihrem Münchner Publikum. Gisela Ehrensperger ist Ehrenmitglied des Staatstheaters am Gärtnerplatz.
In der Spielzeit 2007/2008 gastierte die Künstlerin am Grazer Opernhaus als Fürstin in der Operette Gräfin Mariza und bewies in dieser Rolle erneut ihre immer noch ungebrochene Begeisterung für die Operette.
In der Spielzeit 2012/2013 des Staatstheaters am Gärtnerplatz hat Gisela Ehrensperger die Rolle des Fräulein Schneider im Musical  Cabaret übernommen. Seit der Spielzeit 2015/16 verkörpert sie dort die Madame Armfeldt im Musical Das Lächeln einer Sommernacht, in Die Zirkusprinzessin tritt sie als Wanja Stanislawska auf.

## Ehrungen
- Kammersängerin, die jüngste in Bayern (1974)
- Bundesverdienstkreuz am Bande (14. April 1994)[3]
- Bayerischer Verdienstorden (1999)

## Diskografie
- Goldene Operette: Pariser Leben (Telefunken 1979)
- Goldene Operette: Die Fledermaus (Telefunken 1976)
- Goldene Operette: Der Vetter aus Dingsda (Telefunken 1977)
- Goldene Operette: Saison in Salzburg (Telefunken 1977)